# 21608 Gloyna
21608 Gloyna (1999 GQ35) là một tiểu hành tinh vành đai chính được phát hiện ngày 7 tháng 4 năm 1999 bởi Nhóm nghiên cứu tiểu hành tinh gần Trái Đất phòng thí nghiệm Lincoln ở Socorro.
Tara Ellen Gloyna (b. 1989) was awarded second place in the 2005 Intel International Science và Engineering Fair for her environmental sciences project. She attends the Temple High School, Temple, Texas, Hoa Kỳ